# Willie Taylor (football)
Pour les articles homonymes, voir William Taylor (homonymie) et Taylor.
William « Willie » Taylor (né à Édimbourg en Écosse 30 novembre 1869 et mort le 24 décembre 1948) était un joueur international de football écossais.

## Biographie
Il a évolué dans le club écossais du Heart of Midlothian FC, puis en Angleterre chez les Blackburn Rovers FC. 
Il fut également international avec l'équipe d'Écosse de football à une seule occasion.
Il finit meilleur buteur du championnat d'Écosse de football lors de la saison 1896–97.

## Palmarès
Heart of Midlothian FC
- Champion du Championnat d'Écosse de football (2) :
  - 1895 & 1897.
- Vice-champion du Championnat d'Écosse de football (2) :
  - 1894 & 1899.
- Meilleur buteur du Championnat d'Écosse de football (1) :
  - 1897: 12 buts.
- Vainqueur de la Scottish Cup (2) :
  - 1891 & 1896.